# Harige ratelaar
De harige ratelaar (Rhinanthus alectorolophus, synoniem: Rhinanthus major) is een plant uit de bremraapfamilie (Orobanchaceae). De soort is een halfparasiet op gras. De plant komt in Nederland voor in Zuid-Limburg, langs de rivieren en op enkele ander plaatsen in Nederland.
De plant wordt 20-80 cm hoog. De vierkante stengel is vooral bovenaan behaard. De bladeren zijn lancetvormig tot eirond en de rand ervan is gezaagd en ze staan steeds twee aan twee (tegenover elkaarstaand) aan de stengel.
De harige ratelaar bloeit van mei tot juli. De bloemen zijn plat en geel. Ze bestaat uit twee lippen, waarvan de bovenste lip aan weerskanten een blauwe tand heeft. De kelk en schutbladen zijn geelachtig groen en hebben korte driehoekige tanden. De kelk is dichtbezet met lange meercellige en korte haren. De bloemkroon is 1,5-2,5 cm lang en heeft een gesloten keel. De tanden van de bovenlip zijn ongeveer 2 mm lang.
Het zaad is rond en bruin en heeft rondom een vliezige rand. Als de plant beweegt maken de rollende zaden een rammelend geluid.
De plant komt tussen het gras voor op hellingen met vrij vochtige, kalkrijke grond.

## Plantengemeenschap
Harige ratelaar is een indicatorsoort voor het mesofiel hooiland (hu) subtype 'Droge stroomdalgraslanden', een karteringseenheid in de Biologische Waarderingskaart (BWK) van Vlaanderen en het Brussels Hoofdstedelijk Gewest.

## Namen in andere talen
- Duits: Zottiger Klappertopf
- Frans: Rhinante velu